# Taça Warren
A Taça Warren é uma antiga taça de prata romana decorada com duas imagens em relevo de sexo anal homossexual. Adquiriu este nome de seu primeiro proprietário moderno, o colecionador e escritor Edward Perry Warren, que a comprou em 1911 de um comerciante de Jerusalém. O vendedor disse que o objeto havia sido encontrado junto a moedas do tempo da dinastia júlio-claudiana (século I d.C.). Desde 1999 a taça pertence ao Museu Britânico. Em 2004, o departamento de ciência do museu, em dois relatórios, expôs as conclusões obtidas acerca das características químicas do objeto, bem como de seu estado de conservação.

## Histórico
O Professor de Belas Artes, Dr. John Clarke aproximou a datação da taça com objetos de estilo semelhante encontrados em Pompeia devido a falta de contexto arqueológico. Representações de atos sexuais são amplamente encontrados na arte romana, embora em contraste com a arte grega, cenas heterossexuais muito superam as cenas homossexuais. Taças ilustradas, muitas vezes em pares, foram concebidas como peças nos jantares de conversação.

### História Moderna

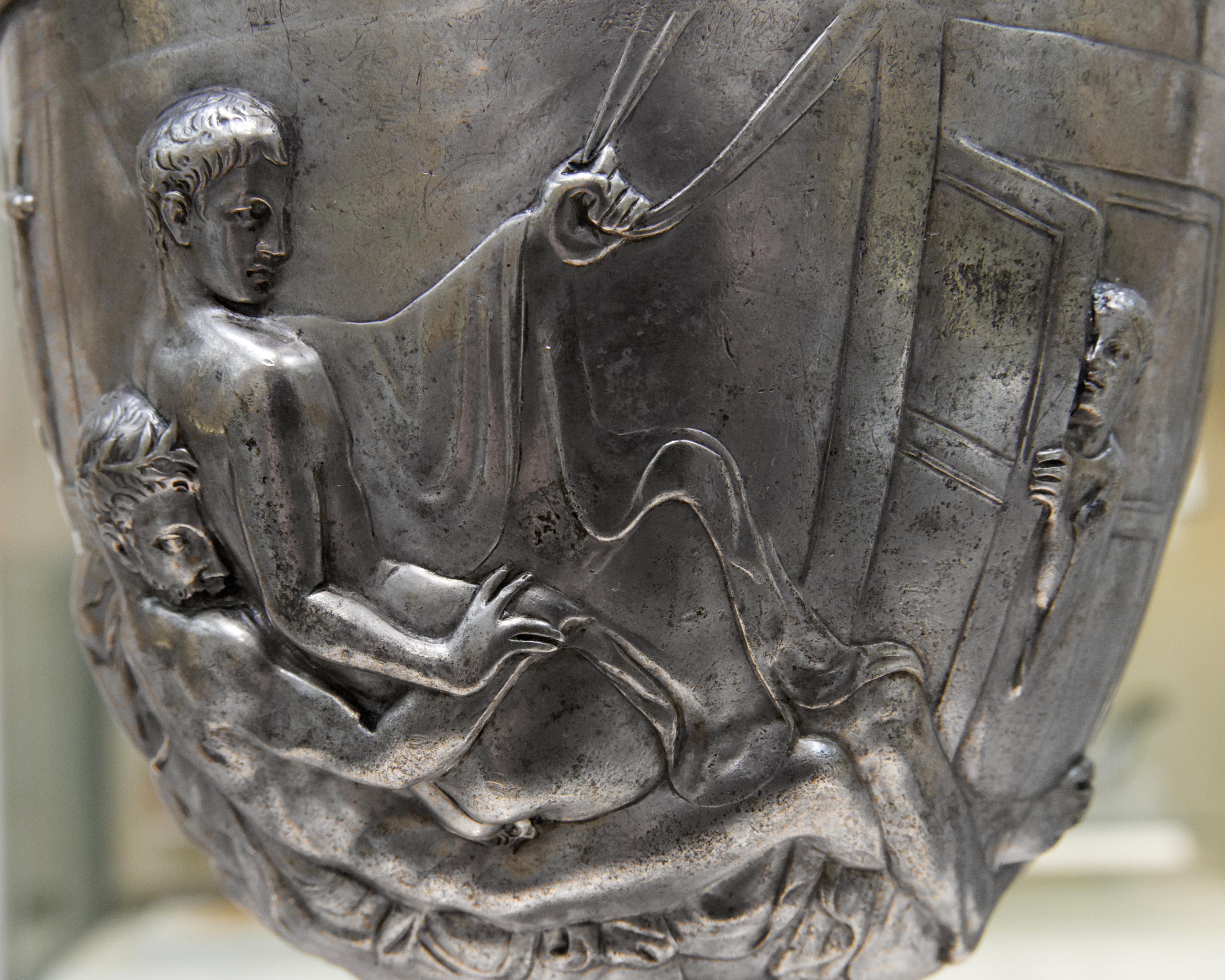
Taça Warren, Lado A

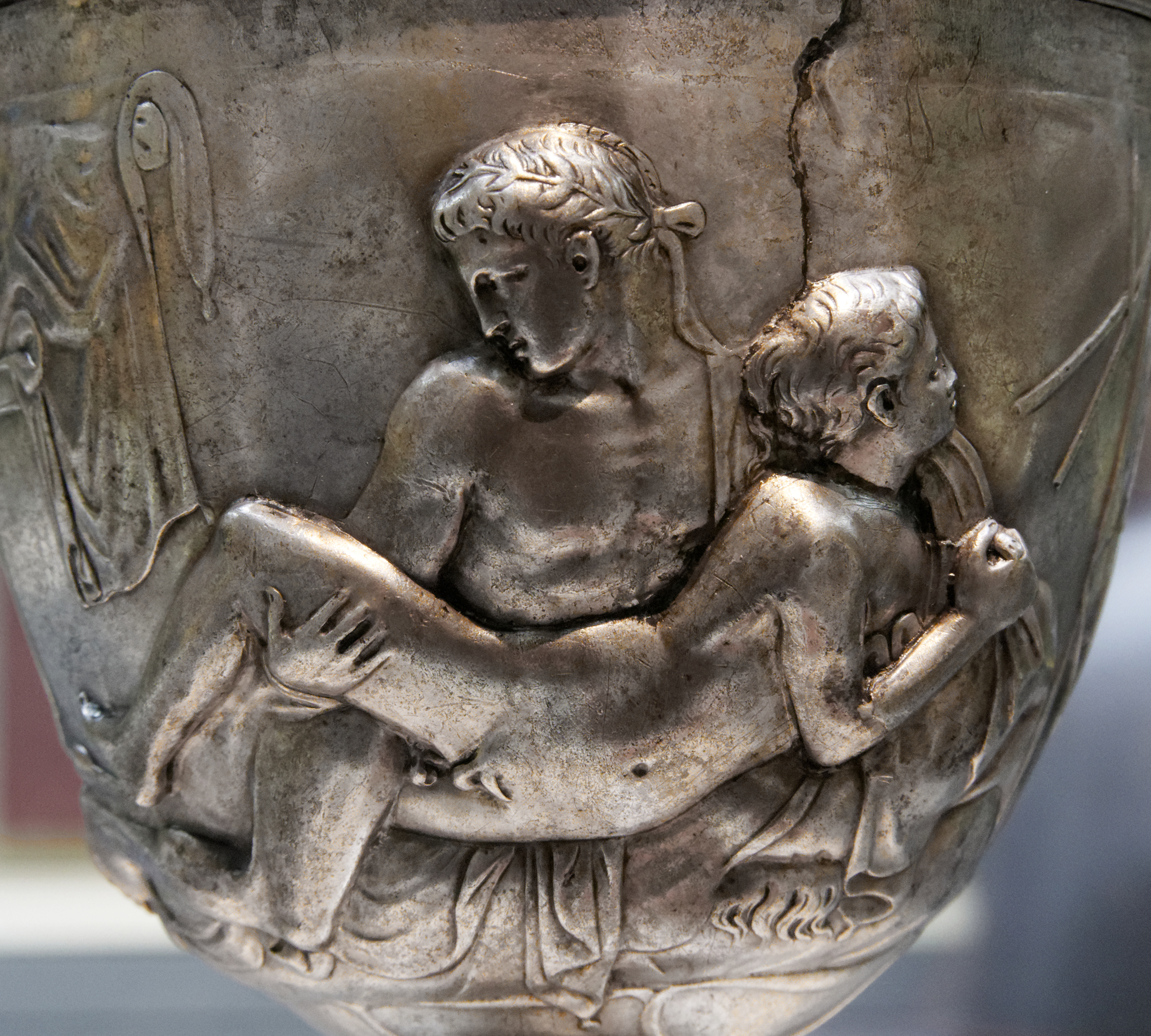
Taça Warren, lado B

Warren comprou a taça a um comerciante de Jerusalém em 1911 por £ 2 000. Este lhe disse ter sido encontrada perto da cidade de Battir, com moedas do imperador Cláudio (r. 41–54), possivelmente enterradas durante as convulsões da revolução judaica.
| “ | Nós não sabemos ao certo, mas pensa-se que a Taça Warren foi encontrada enterrada em Bitir, uma cidade a poucos quilômetros a sudoeste de Jerusalém. Como chegou a esta localização é um mistério, mas podemos fazer uma suposição. Nós podemos datar o fabrico da taça em torno do ano 10 Cerca de 50 anos depois, a ocupação romana de Jerusalém provocou tensões entre os governantes e a comunidade judaica que, em 66, explodiu e os judeus tomaram a cidade de volta à força. Houve confrontos violentos, e pensa-se que a nossa taça pode ter sido enterrada nesta data pelo proprietário fugindo da luta. | ” |
|   | — Neil MacGregor, Diretor do Museu Britânico.. |   |

Na década de 1950 a Alfândega dos EUA recusou a entrada da taça e uma série de museus (incluindo o Museu Britânico) se recusaram a comprá-la, pensando que nunca seriam capazes de persuadir curadores do museu eleitos pelo Arcebispo da Cantuária, devido ao seu conteúdo sexual. Foi adquirida pelo seu atual proprietário em 1999 por £ 1,8 milhões para evitar que fosse para o exterior. Isto foi, à época, o item mais caro adquirido pelo Museu Britânico, muitas vezes maior do que o preço pelo qual lhes havia sido oferecida em 1950. Foi tema dedicado de uma exposição na Sala 3 no Museu, de 11 de maio a 2 de junho de 2006 intitulada "A Taça Warren: sexo e sociedade na Antiga Grécia e Roma". O curador Dyfri Williams disse sobre a exposição:
| “ | Nós queríamos mostrar este fantástico objeto num contexto em que pudéssemos perguntar o quanto entendemos sobre atitudes em relação à sexualidade quando ela foi feita. Esses objetos parecem extraordinários para nós agora, mas havia muitos objetos de uso comum, pinturas murais e mosaicos em banhos e em casas particulares, mostrando imagens muito semelhantes. | ” |
|   | — Dyfri Williams, curador do Museu Britânico.. |   |

De 1 de dezembro de 2006 a 21 de janeiro de 2007 foi exibido no Museu de Yorkshire e, em 2010, em Nottingham. A Taça Warren é o trigésimo terceiro objeto em A História do Mundo em 100 objetos, um série da BBC Radio 4 transmitida pela primeira vez em 2010.

## Descrição

### Manufatura
A Taça Warren, produzida presumivelmente no Levante (região onde foi encontrada), foi manufaturada através do emprego da modelagem, gravura e soldagem. Consiste em duas alças verticais, agora perdidas, soldadas para facilitar a limpeza e o manuseio, e um pedestal de prata sólida, também soldado. Em seu interior há um revestimento liso de prata mais espessa com rebordo[a] e a decoração externa foi produzida através do emprego da técnica repoussé, bem como de técnicas de gravura. Possui um diâmetro de 9,9 cm na parte superior e 4,8 no pé do pedestal. Sua altura é de 11 cm, dos quais 8,3 são de sua bacia.

### Iconografia
O lado A da Taça Warren retrata um homem maduro (o participante ativo ou em termos gregos o erastes) praticando sexo anal com um jovem (o eromenos, "amado"), que se baixa sobre ele usando uma corda ou suporte do teto. Enquanto isso, um menino, assiste por trás de uma porta. O lado B representa um jovem agora como o erastes praticando sexo anal com um menino, o eromenos. O penteado do menino é típico do puer delicatus, um menino servo ou escudeiro escolhido para servir como favorito de seu mestre. O adulto usa uma coroa de flores, talvez indicando seu papel como "conquistador erótico".
Práticas homossexuais romanas são diferentes das gregas. Na Grécia a pederastia era uma relação socialmente reconhecida entre homens nascidos livres e de status sociais iguais, enquanto que no mundo romano os homens eram livres para se envolverem em relações do mesmo sexo sem perda de sua masculinidade apenas enquanto eles tomassem o papel do penetrador e seu parceiro tivesse um status social inferior como um escravo ou prostituto: o paradigma da "correta" sexualidade romana foi o mesmo de conquista e dominação.
Ambas as cenas mostram drapeado têxtil no fundo, bem como uma cítara (um instrumento de cordas) na primeira cena e um aulo (instrumento de sopro) na segunda. Estes, juntamente com a delineação cuidadosa das idades e status e as coroas usadas pelos jovens, todos sugerem uma elite culta, e um ambiente helenizado com música e entretenimento.

## Conservação
Em relatório do Departamento de Conservação, Documentação e Ciência do Museu Britânico de 2004, destacou-se o processo de corrosão e a conservação da taça por meio de microscópio eletrônico de varredura e da técnica de espectroscopia de raios X por dispersão em energia. Com base na análise constatou-se que é formada por uma liga metálica de prata (94,5%), cobre (3,8%), ouro (0,8%), chumbo (0,8%) e bismuto (0,1%)[b] Em estudos para determinar a corrosão detectou-se indícios de silício, alumínio, cloreto e sulfeto de prata e iodo.[c] Não foram encontrados vestígios de mercúrio, substância utilizada na técnica de douração.
Ainda em estudos realizados na taça constatou-se que a prata da superfície externa havia sido polida até ficar brilhante, possivelmente com abrasivos e produtos químicos, no final do século XIX ou começo do XX. Mais recentemente, porém anterior à aquisição pelo Museu Britânico, foram utilizadas resinas acrílicas para revesti-la; óxido de ferro foi detectado no pé. Uma fenda profunda no lado B e duas menores no lado A são visíveis, tendo todas sido reparadas por um adesivo solúvel de acetona com um suporte de tecido. A base está quebrada e distorcida devido ao pé do pedestal ter sido empurrado para cima, o que gerou uma deformação ligeira; gotas de solda moderna são indícios de que a solda original estava desgastada. O pedestal, quase intacto, possui ligeira deformação em seu anel superior, onde liga com a base da taça, e por linhas marcadas em cada lado da haste.[d] Devido à corrosão duas áreas no interior da peça foram quebradas, enquanto em outras três áreas há ausência de prata. Estas deformações foram corrigidas com um adesivo e tecido, possivelmente poliéster.

## Controvérsia sobre a autenticidade
Em 2008, M. T. Marabini Moevs argumentou em um artigo para o Bollettino d'Arte que a Taça Warren não é de fato um produto romano do início do período imperial, mas foi executada por volta de 1900 por um ourives talentoso treinado na contemporânea Art nouveau, talvez encomendada pelo arqueólogo amador e negociante Fausto Benedetti (1874-1931), para atender o que ele sabia ser o gosto de seu cliente estrangeiro e amigo Edward Perry Warren. Benedetti pode ter trabalhado em colaboração com os irmãos Castellani de Roma, que estavam entre os principais ourives a trabalhar em estilos clássicos, sendo também colecionadores e comerciantes de antiguidades. M. T. Marabini Moevs, o autor, afirma que as imagens da taça derivam de fragmentos de várias cenas em cerâmica grega e romana, alguns da coleção Castellani, que foram combinados e modificados para criar suas cenas. O artigo também contém um apêndice pelo prateiro Cláudio Franchi corroborando a análise histórica, iconográfica e estilística.